# Mark Wayne Clark
Mark Wayne Clark (Sackets Harbor, Estat de Nova York, 1 de maig de 1896 - Charleston, Carolina del Sud, 17 d'abril de 1984) va ser un militar estatunidenc, que va arribar al rang de General de l'Exèrcit dels Estats Units i que va participar en la Primera Guerra Mundial, la Segona Guerra Mundial i a la Guerra de Corea, tenint una participació destacada en aquests dos darrers conflictes bèl·lics.

## Biografia

### Inicis de la seva carrera militar
Clark va néixer a Madison Barracks, però passà la major part de la seva joventut a Illinois, ja que el seu pare, un oficial d'infanteria, estava destinat a Fort Sheridan. La seva mare era jueva romanesa, però Clark es batejà a l'Església Episcopal mentre que assistia a l'Acadèmia Militar dels Estats Units.
Clark, conegut com a Contrabandista pels seus companys per la seva habilitat per introduir dolços a la caserna, es graduà a West Point a l'abril de 1917, sent el 110è d'una promoció de 139, rebent el nomenament d'alferes d'infanteria. En la veloç expansió de l'Exèrcit durant la Primera Guerra Mundial, ascendí ràpidament al rang, sent promogut a tinent el 15 de maig i a capità el 5 d'agost de 1917. Serví a França durant la Primera Guerra Mundial amb l'11è Regiment d'Infanteria, que formava part de la 5a Divisió d'Infanteria, sent ferit en acció a la serralada dels Vosges. Com a resultat de la seva convalescència, el capità Clark va ser destinat al Quarter General de l'Estat Major General del Primer Exèrcit fins al final de les hostilitats, quan passà a servir en el Tercer Exèrcit durant les seves tasques d'ocupació a Alemanya.
Entre ambdues guerres, Clark ocupà diversos càrrecs d'estat major i d'entrenament. Entre 1921 i 1924 serví com a ajudant a l'oficina del Secretari de Guerra. El 1925 completà el curs professional d'oficials a l'Acadèmia d'Infanteria, servint com a oficial d'estat major al 30è Regiment d'Infanteria al Presidio (San Francisco, Califòrnia). El destí següent va ser com a instructor a la Guàrdia Nacional d'Indiana, sent promogut a major el 14 de gener de 1933. més de 15 anys després de la seva promoció a capità.
El major Clark va servir com a adjunt al comandant del Cos Civil de Conservació a Omaha (Nebraska), entre 1935-36, entre els cursos de l'Acadèmia de Comandament i Estat Major General el 1935 i a l'Acadèmia de Guerra de l'Exèrcit el 1937. Destinat a Fort Lewis, Washington, Clark va ser triat per ensenyar a l'Acadèmia de Guerra de l'Exèrcit al març de 1940, sent promogut a tinent coronel l'1 de juliol. Clark i el General Leslie McNair van triar els milers d'acres de terra a Louisiana per realitzar maniobres militars.
El 4 d'agost de 1941, Clark va ser promogut dos rangs fins a brigadier general, mentre que l'Exèrcit dels Estats Units es preparava per a la seva entrada a la Segona Guerra Mundial, i fet Assistent al Cap de l'Estat Major (G-3) al Quarter General a Washington, D.C.

### La Segona Guerra Mundial
Durant la Segona Guerra Mundial, Clark va ser el segon al comandament durant l'Operació Torxa, la invasió del nord d'Àfrica. Durant diverses setmanes abans de la invasió, Clark va desembarcar clandestinament d'un submarí amb la missió de negociar amb les tropes franceses allà destacades, que reconeixien l'autoritat del règim de Vichy i la política col·laboracionista del mariscal Pétain; mantenint negociacions amb els francesos a Cherchell el 21 i el 22 d'octubre de 1942.
Mark Clark va ser nomenat comandant del Cinquè Exèrcit poc abans de l'Operació Allau a Itàlia, al setembre de 1943. Al desembre de 1944, assumí el comandament del 15è Grup d'Exèrcits, quedant al comandament de totes les operacions aliades durant la Campanya d'Itàlia. La seva manera de conduir les operacions aliades a la zona va ser controvertida, perquè se li reprovà la manera en què conduí el desembarcament a Salerno i la inactivitat que seguí, la manera com conduí la batalla de Montecassino, la lentitud de l'avanç cap al nord de les tropes aliades, així com la seva incapacitat per capturar les unitats de la Wehrmacht que protegien la Línia Gustav, combat durant el qual Clark, ignorant les ordres del comandant del Grup d'Exèrcits, el general britànic Harold Alexander, va fer que el VI Cos es desviés per poder ser ell el primer a entrar a Roma, (capturant-la el 4 de juny de 1944), quan el que hauria d'haver fet era explotar els forats a les línies alemanyes que seguiren la captura de Montecassino. Així, permeté que un gran nombre de soldats alemanys poguessin escapar i reforçar la Línia Gòtica, la qual costà un any dur de combats per superar-la.
Però el Vaticà i el Papa Pius XII ho veien d'una altra manera. El Papa agraí a Clark l'alliberament de Roma. Al desembre, Clarck substituí a Alexander com a Comandant del 15è Grup d'Exèrcits, quedant com a comandant en cap de totes les tropes terrestres Aliades a Itàlia, en un moment en què la coalició internacional tenia membres de moltes cultures, sovint amb conflictes d'interessos.

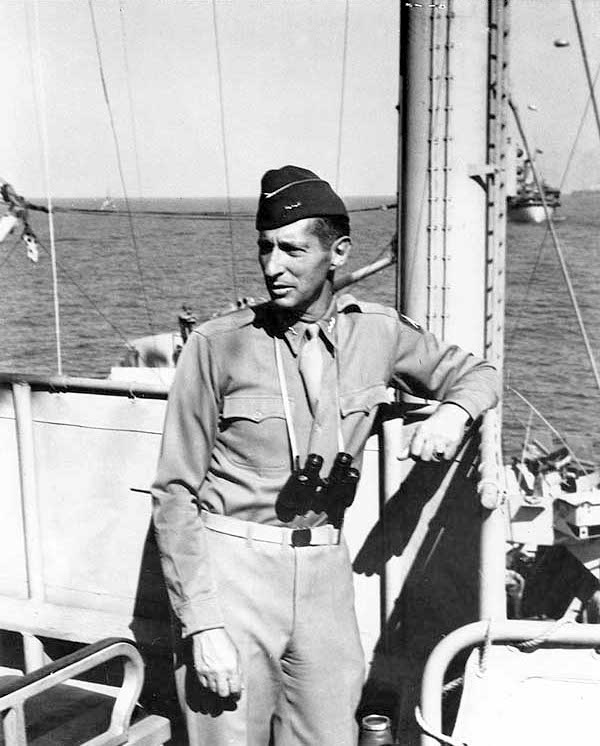
Clark a bord del USS Ancon Durant els desembarcaments a Salerno, Italia, el 12 de setembre de 1943.

Va ser promogut a General el 10 de març de 1945, i al final de la guerra era Comandant de les Forces Aliades a Itàlia i, posteriorment, Alt Comissionat Americà a Àustria. Serví com a adjunt al secretari d'estat el 1947, assistint a les negociacions per a un tractat austríac amb el Consell de Ministres d'Exteriors a Londres i a Moscou. Al juny de 1947, tornà als Estats Units i comandà el 16è Exèrcit, de nou a Presidio. Dos anys després va ser nomenat Cap de les Forces de Terra de l'Exèrcit.
El 20 d'octubre de 1951 va ser nomenat pel President Harry Truman per ser l'Ambaixador davant la Santa Seu, però el 13 de gener de 1952 rebutjà l'oferiment després de les protestes de diversos grups protestants.

### La Guerra de Corea
Durant la Guerra de Corea, el general Clark substituir al general Matthew Ridgway a l'abril de 1952, quedant al capdavant de les tropes de les Nacions Unides. Des d'aquest càrrec, va ser Clark qui signà l'acord d'alto el foc amb els representants de Corea del Nord el 1953.
Després de la seva retirada de l'exèrcit, ocupà fins al 1966 el càrrec de President de l'Acadèmia Militar a The Citadel a Charleston. Publicà dos volums de memòries Calculated Risk (1950) i From the Danube to the Yalu (1954).
El seu ràpid ascens fins al rang de general s'atribuí a les seves excel·lents connexions amb els generals George Marshall i Dwight Eisenhower, més que no pas als seus dots.
A la seva mort fou enterrat al cementiri de l'Acadèmia Militar The Citadel, de la que n'havia estat President.

## Condecoracions
Creu del Servei Distingit
 Medalla del Servei Distingit a l'Exèrcit
 Medalla del Servei Distingit a la Marina
 Legió del Mèrit
 Estrella de Bronze
 Cor Porpra
 Medalla de la Victòria a la I Guerra Mundial
 Medalla de l'Exèrcit d'Ocupació d'Alemanya
 Medalla del Servei de Defensa Americana
 Medalla de la Campanya Europea-Africana-Orient Mitjà
 Medalla de la Victòria a la II Guerra Mundial
 Medalla de l'Exèrcit del Servei d'Ocupació
 Medalla del Servei a la Defensa Nacional
 Medalla del Servei a Corea
 Medalla de les Nacions Unides pel Servei a Corea
 Gran Creu de la Legió d'Honor (França)
 Cavaller Comandant de l'Imperi Britànic (Regne Unit)
 Orde de Suvórov de 1a classe (Unió Soviètica)
 Gran Oficial de l'orde de la Corona (Bèlgica)
 Gran Oficial de l'orde de la Creu del Sud (Brasil)
 Gran Creu de I classe de l'orde del Lleó Blanc (Txecoslovàquia)
 Gran Creu de l'orde de Sant Maurici i Sant Llàtzer (Itàlia)
 Gran Creu de l'orde militar de Savoia (Itàlia)
 Medalla de Plata al Valor Militar (Itàlia)
 Gran cordó de l'orde d'Ouissam Alauita (Marroc)
 Creu de plata de l'orde Virtuti Militari (Polònia)